# Jang Sun-jae
Dans ce nom coréen, le nom de famille, Jang, précède le nom personnel.
Jang Sun-jae, né le 14 décembre 1984, est un coureur cycliste sud-coréen, participant à des épreuves à la fois sur route et sur piste.

## Palmarès sur route

### Par année
- 2004
  - 3e étape du Tour de Corée
- 2006
  - 4e étape du Tour de Corée
- 2007
  - H. H. Vice-President's Cup
  - 3e du championnat de Corée du Sud du contre-la-montre
- 2008
  - 3e et 8e étapes du Tour de Corée
  - 3e du championnat de Corée du Sud du contre-la-montre
- 2011
  -  Champion de Corée du Sud sur route
  - 3e étape du Tour de Chine
  -  Médaillé de bronze du contre-la-montre par équipes à l'Universiade d'été
  - 3e du championnat de Corée du Sud du contre-la-montre
- 2012
  - 2e du Hell of the Marianas
- 2014
  - 2e du championnat de Corée du Sud sur route

### Classements mondiaux
| Année         | 2005 | 2006 | 2007 | 2008 | 2009 | 2010 | 2011 | 2012 | 2013 | 2014 | 2015 | 2016 |
| ------------- | ---- | ---- | ---- | ---- | ---- | ---- | ---- | ---- | ---- | ---- | ---- | ---- |
| UCI Asia Tour | 56e  | 169e | 259e | 130e | 158e | nc   | 120e | nc   | 198e | 116e |      | 420e |

## Palmarès sur piste

### Jeux olympiques
- Londres 2012
  - 10e de la poursuite par équipes

### Championnats du monde
- Manchester 2008
  - 12e de la poursuite par équipes
  - 19e de la poursuite par équipes
- Melbourne 2012
  - 7e du scratch
  - 10e de la poursuite par équipes
  - 14e de la poursuite individuelle

### Coupe du monde
- 2005-2006
  - 2e du scratch à Sydney

### Jeux asiatiques
- Doha 2006
  -  Médaillé d'or de la poursuite individuelle
  -  Médaillé d'or de la poursuite par équipes (avec Hwang In-hyeok, Kim Dong-hun et Park Sung-baek)
  -  Médaillé d'or de l'américaine (avec Park Sung-baek)
- Guangzhou 2010
  -  Médaillé d'or de la poursuite individuelle
  -  Médaillé d'or de la poursuite par équipes (avec Hwang In-hyeok, Cho Ho-sung et Park Seon-ho)

### Championnats d'Asie
- Changwon 2003
  -  Champion d'Asie de poursuite par équipes (avec Song Kyung-bang, Choi Soon-young et Kwak Hoon-sin)
  -  Médaillé d'argent de la poursuite individuelle
- Ludhiana 2005
  -  Champion d'Asie de poursuite individuelle
  -  Champion d'Asie de poursuite par équipes (avec Park Sung-baek, Cho Hyun-ok et Youm Jung-hwan)
- Kuala Lumpur 2006
  -  Champion d'Asie de poursuite individuelle
  -  Champion d'Asie de poursuite par équipes (avec Park Sung-baek, Youm Jung-hwan et Kim Dong-hun)
- Bangkok 2007
  -  Champion d'Asie de l'américaine (avec Jang Chan-jae)
  -  Médaillé de bronze de la poursuite par équipes
- Charjah 2010
  -  Champion d'Asie de poursuite individuelle
  -  Champion d'Asie de poursuite par équipes (avec Cho Ho-sung, Hwang In-hyeok et Park Seon-ho)
  -  Champion d'Asie de l'américaine (avec Park Seon-ho)
- Nakhon Ratchasima 2011
  -  Champion d'Asie de poursuite individuelle
  -  Champion d'Asie de poursuite par équipes (avec Park Sung-baek, Park Seon-ho et Park Keon-woo)
  -  Champion d'Asie du scratch
- Kuala Lumpur 2012
  -  Champion d'Asie de poursuite par équipes (avec Park Sung-baek, Park Seon-ho et Park Keon-woo)
  -  Médaillé d'argent de l'omnium
- New Delhi 2013
  -  Champion d'Asie de poursuite individuelle
  -  Champion d'Asie de poursuite par équipes (avec Park Sung-baek, Park Seon-ho et Park Keon-woo)
  -  Médaillé d'argent de l'américaine
- Astana 2014
  -  Médaillé de bronze de la poursuite par équipes
  -  Médaillé de bronze de l'américaine

### Universiade d'été
- Shenzhen 2011
  -  Médaillé de bronze de la poursuite